# Вуд, Кэтрин
Кэтрин "Кэти" Вуд (англ. Catherine (Cathie) Duddy Wood; род. 26 ноября 1955, Лос-Анджелес, Калифорния, США) — инвестор и основательница инвестиционной компании ARK Invest, одной из самых быстрорастущих и эффективных в мире, по оценке американского Forbes. Фонд специализируется исключительно на революционных технологиях, таких как искусственный интеллект, робототехника, накопление энергии, секвенирование ДНК, блокчейн и автономные поездки.

## Биография
Вуд родилась в 1955 году в США в семье ирландских иммигрантов, которые переехали в Лос-Анджелес. Вуд говорит, что «воспитывалась как первенец, поэтому собиралась проложить дальнейший путь для своей семьи» и ставила во главу угла образование и карьеру. Отец Вуд, который служил в ирландской армии и ВВС США радиоинженером, по словам дочери, подтолкнул её видеть связь между вещами, а мать была «очень благосклонна, полна смеха и жизни».
Вуд с отличием окончила университет Южной Калифорнии в 1981 году, где получила степень бакалавра в области финансов и экономики. Она училась у Артура Лаффера, с помощью которого она устроилась в 1977 году в фондовый гигант из Лос-Анджелеса Capital Group, проработав там три года помощником экономиста. В 1980 году в качестве главного экономиста Вуд присоединилась к Jennison Associates, ныне инвестиционному подразделению Prudential. По её словам, фирма часто приглашала для консультации выдающихся экономистов Генри Кауфмана и Милтона Фридмана, и это помогло инвестору сформировать умение спорить. За 18 лет в Jennison Associates Вуд успела занять должности главного экономиста, аналитика по исследованию рынка акций, портфельного менеджера и директора.
Также за 18 лет работы в Jennison Associates Вуд родила троих детей. Кейтлин, Кэролайн и Роберт. Супруг Кэтрин Роберт Вуд умер в 2018 году.
В 1998 году Вуд стала соучредителем хедж-фонда Tupelo Capital. В 2001 году она присоединилась к AllianceBernstein в качестве портфельного менеджера и стратега тематических исследований, управляя более чем $5 млрд.
В 2018 году Вуд попала в список Bloomberg 50, состоящий из людей из сферы бизнеса, индустрии развлечений, финансов, политики, технологий и науки, которые определили глобальный бизнес.

## ARK Invest
Вуд основала инвестиционную компанию ARK Invest (Ark Investment Management LLC) в январе 2014 года в возрасте 58 лет. В переводе с английского языка Ark означает «ковчег», название также является аббревиатурой, которую можно перевести как «Активные исследовательские знания» (Active Research Knowledge). Название не случайно отсылает к библейскому судну. Кэтрин — набожная христианка, которая «каждый день начинает с чтения Библии» и считает, что рост и падение капитала «в любом случае работа Бога». «Дело не столько во мне и обещании, что мои ставки носят долгосрочный характер, речь идет о вложении капитала в Божье творение самым новаторским и творческим способом», говорит инвестор.
Идея создать стартап пришла в голову Вуд в 2012 году, когда, по её словам, она осталась дома одна без детей и поняла, что «всё время изучала подрывные инновации, так почему бы не воспользоваться этими знаниями и не подорвать финансовый сектор»? Когда идея Вуд об активно управляемых биржевых фондах или ETF не прижилась в AllianceBernstein, то Вуд решила рискнуть открыть своё дело. Также изданию Barrons Вуд говорила, что на создание компании повлияло общение с духовными наставниками, которые сказали, что «нельзя поклоняться никакому идолу, а ориентир [в инвестициях] стал идолом».

Все ориентиры — это успехи в прошлом. Бог не хочет, чтобы мы застряли в прошлом, он хочет, чтобы мы перешли в новое творение.Оригинальный текст (англ.)Benchmarks are all about successes in the past. God doesn’t want us to be stuck in the past. He wants us to move into the new creation.

Вуд вкладывала $5 млн собственных средств в течение трех лет, пока идея не начала окупаться.
Инвестиционная идея и стиль Вуд говорят о том, что инновации недооцениваются и упор нужно делать на взрывные компании, которые формируют будущее. В 2018 году, когда акции Tesla стоила $300 за штуку, Кэтрин предсказала, что через пять лет их стоимость достигнет $4000. Свой подход она начала формировать ещё в Jennison Associates, когда поняла, что инновации находятся в акциях на пересечении нескольких отраслей, и аналитики их не отслеживают. Она сама признается, что «была похожа на собаку, ищущую под столом объедки». В AllianceBernstein она продолжила вкладывать средства в быстрорастущие компании с высокой степенью риска и малой капитализацией. «Я чувствовала, что движение к эталонному инвестированию зашло слишком далеко, и возникла пустота на рынке, связанным с инновациями», признавалась Вуд.
В 2021 году ARK Invest управляет пятью биржевыми фондами ETF стоимостью $60 млрд. К концу 2016 года фонд привлек всего $307 млн, а в 2017 году приобрел акции Netflix, Salesforce, процессора цифровых платежей Square и поставщика услуг цифрового здравоохранения Athenahealth. В 2020 году флагманский фонд Ark Innovation Fund управлял уже $8,6 млрд, вырос на 75 % и за последние 5 лет принес в среднем 36 % годовых, что почти в три раза больше, чем у S&P 500. По оценкам издания Barrons, в 2020 году пять из семи ETF принесли в среднем 141 % прибыли, трое были лидерами среди всех фондов США. В 2021 году 11 % самого популярного биржевого фонда Ark Innovation ETF занимали акции Tesla.
В марте 2020 года, когда разразилась пандемия и акции резко упали, Вуд правильно предсказала, что быстрорастущие технологические компании приведут мир и финансовые рынки к выздоровлению. Она сконцентрировала портфели Ark в Tesla и других фаворитах, включая компанию 2U, занимающуюся разработкой программного обеспечения для образования, и платформу для недвижимости Zillow.
В 2021 году акции ARK Innovation ETF упали на 23 %, хотя индекс Nasdaq-100 вырос на 27 %? , в январе 2022 года акции снизились еще на 15 % и уже на 50 % — со своих максимумов. Но на более длинном горизонте фонд демонстрировал высокую доходность: в 2017—2021 гг. среднегодовая доходность составляла 38 % против 18 % у индекса S&P 500, что ставило ARK в топ-5 наиболее доходных американских фондов акций по среднегодовой доходности.

## Публичность
Вуд поддержала переизбрание Дональда Трампа, объясняя это тем, что она оценивает ситуацию «со строгой экономической точки зрения», и инновации будут лучше подпитываться продолжающимся снижением налогов и нормативов, обещанных администрацией Трампа.
Вуд обладает армией поклонников в социальной сети Reddit, потому что публикует информацию, традиционно доступную только финансовой элите, бесплатно размещая в сети исследования Ark, и открыто делясь своим мнением в социальных сетях.
На сайте компании сказано, что любимый изобретатель Вуд, это Николай Коперник.

## Отзывы
Спирос Сегалас, соучредитель Jennison Associates, наставник Вуд: «Это леди с невероятной непоколебимой убежденностью. Она была самым умным человеком и всегда заставляла меня хорошо выглядеть».
Лиза Шалетт, начальник Вуд в AllianceBernstein: «Кэти ненасытно любопытна, она была жадным потребителем исследований со всей „Улицы“, она читала все от всех. Она была неутомимой, работая 24 часа в сутки, 7 дней в неделю, чтобы убедиться, что у команды есть самое тщательное исследование и дифференцированный взгляд».